# San Jerónimo de Esparza
San Jerónimo es un distrito del cantón de Esparza, en la provincia de Puntarenas, de Costa Rica.

## Geografía
San Jerónimo cuenta con un área de 49,14 km² y una altitud media de 179 m s. n. m.

## Demografía
Para el año 2022, San Jerónimo cuenta con una población estimada de 938 habitantes, y para el último censo efectuado, en 2011, San Jerónimo contaba con una población de 751 habitantes.

## Localidades
- Poblados: Cerrillos, Mesetas Abajo, Mesetas Arriba, Peña Blanca, Pretiles, Quebradas, Sabana Bonita.

## Transporte

### Carreteras
Al distrito lo atraviesan las siguientes rutas nacionales de carretera:
- Ruta nacional 742